# رودني كوبر
رودني كوبر (بالإنجليزية: Rodney Cooper)‏ (20 مارس 1993 بهيرتسبورو في الولايات المتحدة - ) هو لاعب كرة سلة أمريكي في مركز هجوم صغير الجسم. لعب مع Soproni KC ‏.

## وصلات خارجية
- رودني كوبر على موقع كلية كرة السلة في سبورتس رفرنس.كوم (الإنجليزية)
- رودني كوبر على موقع ريلجم (الإنجليزية)
- رودني كوبر على موقع بروبوليرز (الإنجليزية)